# Peteroma
Peteroma is een geslacht van vlinders van de familie spinneruilen (Erebidae), uit de onderfamilie Calpinae.

## Soorten
- P. albilinea Schaus, 1901
- P. carilla Schaus, 1901
- P. conita Schaus, 1906
- P. dastona Schaus, 1901
- P. denticulata Dognin, 1912
- P. discopalina Walker, 1858
- P. isocampta Hampson, 1926
- P. jarinta Schaus, 1901
- P. jonesi Druce, 1898
- P. latizonata Hampson, 1926
- P. lignea Schaus, 1906
- P. ligneola Dognin, 1912